# Gerechtshof Arnhem
Het Gerechtshof Arnhem was tot 2013 het hof voor de provincies Flevoland, Overijssel en Gelderland. De laatste jaren tevens voor de provincie Utrecht. Formeel omvatte het rechtsgebied van het hof de arrondissementen Zwolle-Lelystad, Almelo, Zutphen en Arnhem. Het Hof functioneerde tevens als nevenvestiging van het Gerechtshof Leeuwarden. Deze situatie werd in 2013 gevolgd door een fusie van beide hoven tot het nieuwe Gerechtshof Arnhem-Leeuwarden waarvan het rechtsgebied vrijwel de helft van Nederland omvat.